# Autographa metabractea
Autographa metabractea là một loài bướm đêm trong họ Noctuidae.